# Eupithecia insignata
Eupithecia insignata är en fjärilsart som beskrevs av Otto Staudinger. Eupithecia insignata ingår i släktet Eupithecia och familjen mätare. Inga underarter finns listade i Catalogue of Life.